# Federseer Ried

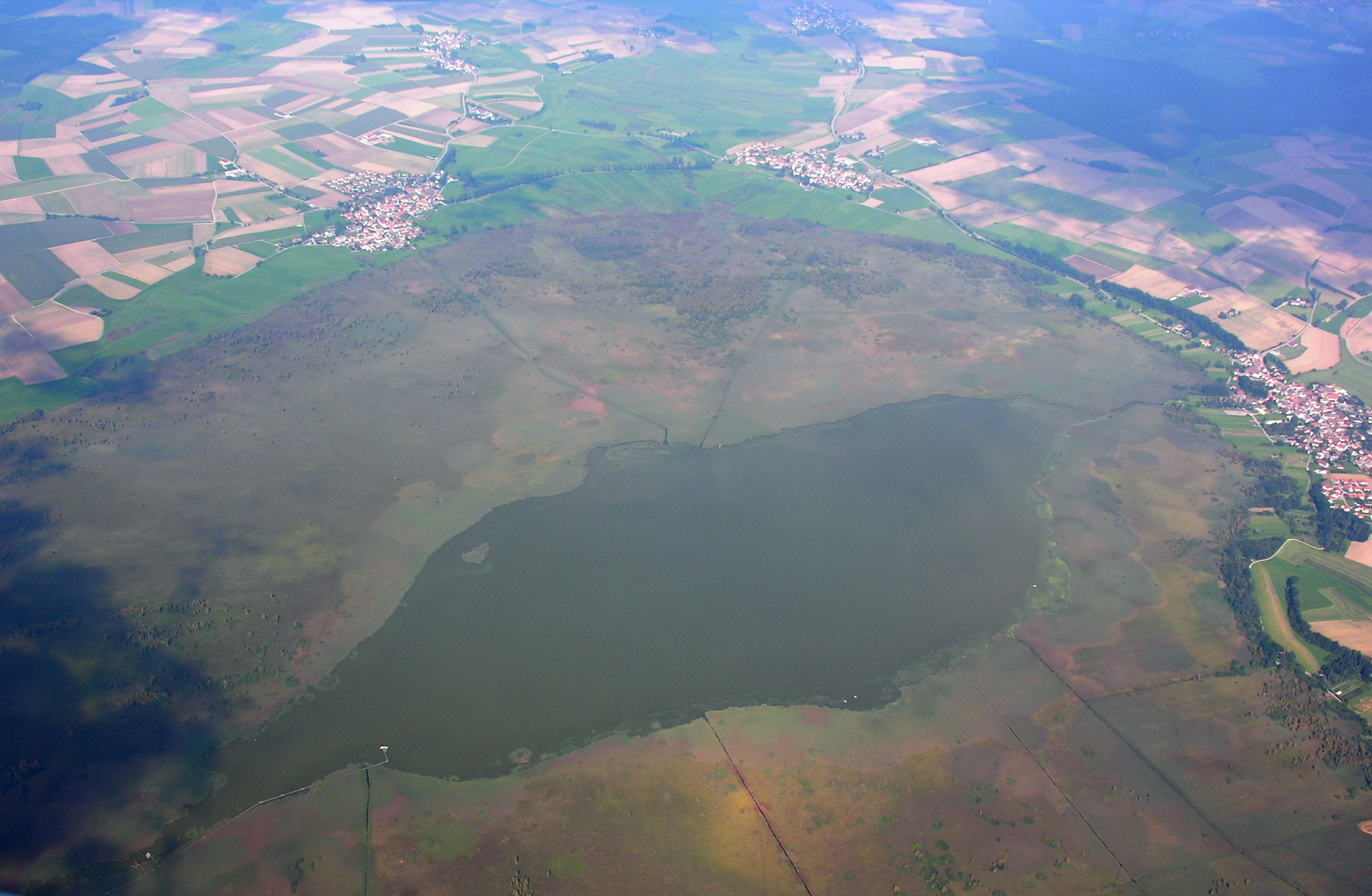
Luftbild des Federsee mit umgebenden Riedflächen, links unten die Beobachtungsplattform mit Steg Richtung Bad Buchau.

Das Federseer Ried ist ein Naturraum der Haupteinheit 040 Donau-Ablach-Platten im Nördlichen Alpenvorland. Vom Landschaftstyp her handelt es sich um eine Moorlandschaft (moorreiche Kulturlandschaft). Im Blatt 179 Ulm der geographischen Landesaufnahme 1 : 200.000 (1952) wird das Gebiet als naturräumliche Untereinheit 040.25 Federseebecken bezeichnet, das Bundesamt für Naturschutz nennt exakt dasselbe Gebiet Federseer Ried.
Das Federseer Ried ist ein ehemaliges Zungenbecken der Riß-Kaltzeit, es hat eine Fläche von 43 km² und liegt rund 580 m ü. NN. Landschaftsbestimmend ist der zentrale Federsee mit weitflächigen Vermoorungsgebieten. Der ehemals viel größere natürliche Stausee wurde durch Seetone und Kiese teilweise aufgefüllt. Neben den Verlandungsbereichen existieren auf der Jungendmoräne im Süden relativ trockene und kalkreiche Verwitterungsböden. Da es sich um ein ausgeprägtes Feuchtgebiet handelt, beschränkt sich die wirtschaftliche Nutzung vorwiegend auf eine extensive Weidewirtschaft. Lediglich im bodentrockenen Süden ist Ackerbau möglich. Hier befinden sich auch die Forstgebiete, die überwiegend aus Fichtenwäldern bestehen.
Die Landschaft besitzt eine bundesweit hohe Bedeutung als Feuchtlebensraum. Es befinden sich hier Biotoptypen der Flach- und Übergangsmoore mit großen Röhrichtbeständen, Au- und Uferwäldern sowie Nass- und Feuchtwiesen. Dies sind wichtige Lebensräume für bundesweit schutzbedürftige Arten wie Ciconia ciconia (Weißstorch), Castor fiber (Biber), Coenonympha tullia (Großes Wiesenvögelchen) oder Luscinia svecica (Blaukehlchen). Zudem ist der Federsee ein überregional bedeutsamer Rastplatz für Zugvögel.
Durch seinen Charakter als großer Feucht- und Moorlebensraum ist der Federsee ein überregional bedeutsames Ausflugsziel. Bad Buchau ist als einzig größerer Ort zugleich Heilbad.

## Schutzgebiete
Nahezu zwei Drittel des Federseer Rieds mit dem Federsee als zentralem Element sind als Naturschutzgebiet, FFH-Gebiet und Europäisches Vogelschutzgebiet ausgewiesen.
| Schutzgebietsanteile           | % Gesamtlandschaftsfläche |
| FFH-Gebiete                    | 61,41                     |
| Europäische Vogelschutzgebiete | 64,14                     |
| Naturschutzgebiete             | 51,84                     |
| Sonstige Schutzgebiete         | 0                         |
| Effektiver Schutzgebietsanteil | 64,47                     |

Quelle: Bundesamt für Naturschutz, Stand: 2010